# Happy (singel Michaela Jacksona)
Happy – singel Michaela Jacksona z albumu Music & Me

## Lista utworów
1973
1. "Happy (Love Theme from Lady Sings the Blues)"
2. "In Our Small Way"

1983
1. "Happy (Love Theme from Lady Sings the Blues)"
2. "We’re Almost There"

## Notowania
| Lista (1974)                  | Najwyższa pozycja |
| ----------------------------- | ----------------- |
| UK Singles Chart              | 52                |
| Australian ARIA Singles Chart | 31                |

## Twórcy

### Happy
- Wokal: Michael Jackson
- Kompozytor: Michel Legrand i William Robinson
- Produkcja: Hal Davis
- Aranżacja: Gene Page

### In Our Small Way
- Wokal: Michael Jackson
- Kompozytor: Beatrice Verdi i Christine Yarian
- Produkcja: The Corporation
- Aranżacja: The Corporation

- Poligrafia dołączona do albumu "Hello World: The Motown Solo Collection" (wyd. Hip-O Select/Motown nr. kat. B0012421-02)
- http://www.discogs.com/Michael-Jackson-Happy-Were-Almost-There/master/180130